# Portogallo ai XXI Giochi olimpici invernali
Il Portogallo ha partecipato ai XXI Giochi olimpici invernali, che si sono svolti a Vancouver in Canada dal 12 al 28 febbraio 2010, con una delegazione di un solo atleta.

## Sci di fondo
| Gara                   | Atleta      | Tempo d'arrivo | Posizione |
| ---------------------- | ----------- | -------------- | --------- |
| 15 km a tecnica libera | Danny Silva | 49'31"4        | 95        |